# Velasquita Sánchez di Navarra
Velasquita Sánchez di Navarra (nome usato in castigliano; Beraskita Santxitz in basco; 917) fu una principessa di Navarra.

## Biografia
Era figlia del re Sancho I di Navarra e della seconda moglie Toda di Navarra, lontana cugina di Sancho.
Secondo il codice di Roda si sposò tre volte.
Verso il 923, venne data in moglie al conte di Álava, Munio Velaz, il quale morì nel 926. Essendo la sposa ancora bambina, da questo matrimonio non nacquero figli.
Nel 930, in seconde nozze, sposò Galindo, figlio di Bernardo conte di Ribagorza, a cui non diede figli.
In terze nozze, sposò Fortunato Galíndez, governatore di Nájera sino al 978, figlio del conte di Aragona Galindo II di Aragona e Sancha di Navarra, figlia di García II Jiménez.
Alcuna fonti riportano che sposò Nuno López conte di Biscaglia, a cui diede due figli:
- Obeco;
- López.

## Ascendenza
|                               |   |                  | Genitori |  |  | Nonni |  |  | Bisnonni        |  |  | Trisnonni             |  |
|                               |   |                  |          |  |  |       |  |  | Jimeno I Garcés |  |  | Garcia I di Guascogna |  |
|                               |   |                  |          |  |  |       |  |  | Jimeno I Garcés |  |  | Garcia I di Guascogna |  |
|                               |   | …                |          |  |  |       |  |  | Jimeno I Garcés |  |  |                       |  |
| García II Jiménez             |   |                  |          |  |  |       |  |  | Jimeno I Garcés |  |  |                       |  |
|                               |   | Sancho Garcés    | …        |  |  |       |  |  |                 |  |  |                       |  |
|                               |   | Sancho Garcés    | …        |  |  |       |  |  |                 |  |  |                       |  |
|                               |   | Sancho Garcés    | …        |  |  |       |  |  |                 |  |  |                       |  |
| Sancho I Garcés di Navarra    |   | Sancho Garcés    |          |  |  |       |  |  |                 |  |  |                       |  |
|                               |   | …                | …        |  |  |       |  |  |                 |  |  |                       |  |
|                               |   | …                | …        |  |  |       |  |  |                 |  |  |                       |  |
|                               |   | …                | …        |  |  |       |  |  |                 |  |  |                       |  |
| Dadildis di Pallars           |   | …                |          |  |  |       |  |  |                 |  |  |                       |  |
|                               |   | …                | …        |  |  |       |  |  |                 |  |  |                       |  |
|                               |   | …                | …        |  |  |       |  |  |                 |  |  |                       |  |
|                               |   | …                | …        |  |  |       |  |  |                 |  |  |                       |  |
| Velasquita Sánchez di Navarra |   | …                |          |  |  |       |  |  |                 |  |  |                       |  |
|                               | … | …                |          |  |  |       |  |  |                 |  |  |                       |  |
|                               | … | …                |          |  |  |       |  |  |                 |  |  |                       |  |
|                               | … | …                |          |  |  |       |  |  |                 |  |  |                       |  |
| Aznar Sánchez                 | … |                  |          |  |  |       |  |  |                 |  |  |                       |  |
|                               |   | …                | …        |  |  |       |  |  |                 |  |  |                       |  |
|                               |   | …                | …        |  |  |       |  |  |                 |  |  |                       |  |
|                               |   | …                | …        |  |  |       |  |  |                 |  |  |                       |  |
| Toda di Navarra               |   | …                |          |  |  |       |  |  |                 |  |  |                       |  |
|                               |   | Fortunato Garcés | …        |  |  |       |  |  |                 |  |  |                       |  |
|                               |   | Fortunato Garcés | …        |  |  |       |  |  |                 |  |  |                       |  |
|                               |   | Fortunato Garcés | …        |  |  |       |  |  |                 |  |  |                       |  |
| Onneca Fortúnez               |   | Fortunato Garcés |          |  |  |       |  |  |                 |  |  |                       |  |
|                               |   | …                | …        |  |  |       |  |  |                 |  |  |                       |  |
|                               |   | …                | …        |  |  |       |  |  |                 |  |  |                       |  |
|                               |   | …                | …        |  |  |       |  |  |                 |  |  |                       |  |
|                               |   | …                |          |  |  |       |  |  |                 |  |  |                       |  |